# Slieve Fyagh
Slieve Fyagh är ett berg i republiken Irland.   Det ligger i grevskapet Maigh Eo och provinsen Connacht, i den nordvästra delen av landet, 240 km väster om huvudstaden Dublin. Toppen på Slieve Fyagh är 332 meter över havet.
Terrängen runt Slieve Fyagh är platt norrut, men söderut är den kuperad. Trakten runt Slieve Fyagh är nära nog obefolkad, med mindre än två invånare per kvadratkilometer. Närmaste större samhälle är Knocknalower, 12,1 km nordväst om Slieve Fyagh. Trakten runt Slieve Fyagh består i huvudsak av gräsmarker.